# Mittelmeerspiele 2022/Taekwondo
Bei den Mittelmeerspielen 2022 in Oran, Algerien, fanden vom 3. bis 4. Juli insgesamt acht Wettbewerbe im Taekwondo statt, jeweils vier bei den Männern und bei den Frauen. Austragungsort war die Mohammed ben Ahmed CCO Hall.
Erfolgreichste Nation war die Türkei, deren Sportler drei Goldmedaillen sowie jeweils eine Silber- und Bronzemedaille gewannen. Dahinter folgte Spanien mit zwei Gold- und drei Silbermedaillen sowie Kroatien mit zwei Gold- und drei Bronzemedaillen. Der übrige Titelgewinn gelang einem Taekwondoin aus Ägypten.

## Bilanz

### Medaillenspiegel
| Platz  | Land           | Gold | Silber | Bronze | Gesamt |
| ------ | -------------- | ---- | ------ | ------ | ------ |
| 1      | Türkei         | 3    | 1      | 1      | 5      |
| 2      | Spanien        | 2    | 3      | —      | 5      |
| 3      | Kroatien       | 2    | —      | 3      | 5      |
| 4      | Ägypten        | 1    | 1      | 2      | 4      |
| 5      | Marokko        | —    | 3      | —      | 3      |
| 6      | Frankreich     | —    | —      | 3      | 3      |
| 7      | Griechenland   | —    | —      | 2      | 2      |
| 7      | Italien        | —    | —      | 2      | 2      |
| 9      | Nordmazedonien | —    | —      | 1      | 1      |
| 9      | Slowenien      | —    | —      | 1      | 1      |
| 9      | Tunesien       | —    | —      | 1      | 1      |
| Gesamt | Gesamt         | 8    | 8      | 16     | 32     |

### Medaillengewinner
Männer
| Disziplin | Gold           | Silber         | Bronze                                 |
| --------- | -------------- | -------------- | -------------------------------------- |
| –58 kg    | Adrián Vicente | Omar Lakehal   | Faruk Dayıoğlu Domen Molj              |
| –68 kg    | Javier Pérez   | Hakan Reçber   | Konstantinos Chamalidis Lovre Brečić   |
| –80 kg    | Seif Eissa     | Daniel Quesada | Firas Katoussi Apostolos Telikostoglou |
| +80 kg    | Ivan Šapina    | Ayoub Bassel   | Roberto Botta Dejan Georgievski        |

Frauen
| Disziplin | Gold               | Silber                   | Bronze                           |
| --------- | ------------------ | ------------------------ | -------------------------------- |
| –49 kg    | Merve Dinçel       | Adriana Cerezo           | Bruna Duvančić Shahd Elhosseiny  |
| –57 kg    | Hatice Kübra İlgün | Ashrakat Darwish         | Giada Al Halwani Kanélya Carabin |
| –67 kg    | Matea Jelić        | Cecilia Castro           | Aya Shehata Magda Wiet-Hénin     |
| +67 kg    | Nafia Kuş          | Fatima-Ezzahra Aboufaras | Nika Petanjek Althéa Laurin      |